# Брусникин, Николай Юрьевич
Никола́й Ю́рьевич Брусни́кин (род. 11 января 1961, Выкса, Горьковская область) — российский политический и государственный деятель, народный депутат Съезда народных депутатов России (1990—1993), генеральный директор предприятия ОАО Трансформатор (1996—2001), депутат Государственной Думы России 3 созыва (1999—2003), первый заместитель Председателя Правительства Хабаровского края по вопросам инвестиционной, территориальной и промышленной политики (2014—2016).

## Биография
Родился 11 января 1961 года в городе Выкса.

### Образование
В 1982 году окончил Тольяттинский политехнический институт.
В 1999 году окончил аспирантуру МВТУ им. Баумана, кандидат экономических наук.

### Трудовая деятельность
Работал мастером, инженером-конструктором на АвтоВАЗе. Затем избран секретарём комитета ВЛКСМ ПО «АвтоВАЗ».
В 1989 участвовал в «Сургутской альтернативе».
В 1990—1993 годах — народный депутат, председатель Автозаводского районного Совета народных депутатов г. Тольятти.
В 1990—1993 годах — народный депутат Съезда народных депутатов России по избирательному округу № 471 (3 а, 3 б, 10, 11, 9, 13, 12, 14, 15, 16 квартала Автозаводского района города Тольятти) — его оппонентом на выборах был кандидат в депутаты Анатолий Волошин — нынешний глава «ЭлБанка».
24 августа 1991 году после августовских событий и поражения ГКЧП, на посту председателя районного Совета народных депутатов Автозаводского района, вместе с председателем исполкома С. Ф. Жилкиным и генеральным директором ВАЗа В. В. Каданниковым сделал совместное официальное заявление о выходе из членов КПСС.
В 1992 году — первый заместитель Главы администрации Тольятти Бориса Микеля.
В 1992—1996 годах — директор по работе с населением, вице-президент — главный управляющий по Тольятти ПК «АвтоВАЗбанк».
В 1996—2003 годах — генеральный директор ОАО «Тольяттинский Трансформатор». За время его работы в должности положение завода на рынке пошатнулось, появились задолженности по заработной плате. Репутация Брусникина упала, он проиграл выборы в Самарскую областную думу в 1997 году.
В 1999—2003 годах — депутат Государственной думы РФ — избран депутатом в составе партийного списка партии Союз правых сил (СПС) от Пензенской области
В 1999—2003 годах возглавлял по типу закрытого бизнес-клуба тольяттинское местное отделение партии Союз правых сил, членами которого были Андреев, Жилкин. В мае 2001 года Брусникин был избран членом федерального политсовета партии, баллотировался на пост сопредседателя партии. Находился в противостоянии за региональное влияние в партии между руководителем регионального отделения партии «Союз правых сил» Верой Лекаревой.
В 2003—2005 годах — руководитель проектной группы ОАО РАО «ЕЭС России» по мониторингу ЖКХ (в то время РАО «ЕЭС России» возглавлял Анатолий Чубайс, соратник Брусникина по партии).
В 2005—2008 годах — первый заместитель председателя правления ОАО «Российские коммунальные системы» (РКС).
В 2006—2007 годах по совместительству являлся старшим вице-президентом ЗАО «Комплексные энергетические системы».
В 2007—2008 годах — советник председателя правления ОАО РАО «ЕЭС России». Награждён почетным знаком «Заслуженный работник ЕЭС России».
В 2008—2010 годах — заместитель генерального директора по инвестициям и развитию, Глава пресс-службы ОАО «РАО Энергетические системы Востока» — компании, призванной объединить многочисленные разрозненные энергопредприятия Дальнего Востока.
В 2010—2014 годах — генеральный директор ОАО «Мой коммунальный стандарт».
В 2014—2016 годах — первый заместитель председателя правительства Хабаровского края Вячеслава Шпорт..
12 мая 2016 года назначен генеральным директором АО «Корпорация развития Хабаровского края».
13 октября 2016 года назначен генеральным директором АО «Корпорация развития Севастополя»..
В 2017—2018 годах — советник Губернатора города Севастополь по инвестициям Д. В. Овсянникова. В 2018 году принял участие в предварительном голосовании Единой России на выборах Губернатора Самарской области, получив на партийной конференции 2 голоса.
С 20 июня по 16 октября 2018 года был назначен Д. И. Азаровым врио министра промышленности и технологий Самарской области., уступив пост первому заместителю министра экономического развития и инвестиций Самарской области Михаилу Жданову.
В 2019 году зарегистрировал и возглавил в Москве фирмы ООО «4С» и ООО «ЛГ-Групп» занявшись розничной интернет торговлей.

## Критика
Возглавляемый им холдинг ОАО «Мой коммунальный стандарт» по управлению многоквартирным жилищным фондом ЖКХ, накопил долги перед энергетиками и банками и был признан банкротом, оставив жильцов в ряде регионов с коммунальными долгами.
Возглавлял завод «ПО Трансформатор», в период его правления, завод накопил много долгов и проходил через банкротство.

### Семья
Дважды женат, имеет четверых детей. Родной брат Александр Брусникин — председатель Тольяттинской общественной организации «Народный Дом Ставрополь», в 1990-х годах был депутатом городской думы двух созывов.